# Flora Brasiliensis seu Enumeratio Plantarum
Flora Brasiliensis seu Enumeratio Plantarum (abreviado Fl. Bras. Enum. Pl.) es un libro con ilustraciones y descripciones botánicas que fue escrito por el médico, naturalista, botánico, antropólogo Carl Friedrich Philipp von Martius, uno de los más importantes investigadores alemanes que han estudiado el Brasil y especialmente la región del Amazonas. Fue publicado en Stuttgart en dos volúmenes en los años 1829-1833 con el nombre de Flora Brasiliensis seu Enumeratio Plantarum in Brasilia tam sua sponte quam accedente cultura provenientium, quas in itinere auspiciis Maximiliani Josephi I. Bavariae Regis annis 1817-1820 peracto collegit, partim descripsit; alias a Maximiliano Seren. Principe Widensi, sellovio aliisque advectas addidit, / communibus amicorum propriisque studiis secundum methodum naturalem dispositas et illustratas edidit C. F. Ph. de Martius.

## Publicación
- Volumen n.º 1(1): iv, 390 (Algae, Lichenes, Hepaticae). May-Dec 1833; Hepaticae por Christian Gottfried Daniel Nees von Esenbeck
- Volumen n.º 2(1): [4], iv, 608 (Gramineae, a Neesio ab Esenbeck Expositae). Mar-Jun 1829.